# 124 (nombre)
Cet article concerne le nombre 124. Pour l'année, voir 124.
124 (cent vingt-quatre) est l'entier naturel qui suit 123 et qui précède 125.

## En mathématiques
Cent-vingt-quatre est :
- La somme de huit nombres premiers consécutifs (5 + 7 + 11 + 13 + 17 + 19 + 23 + 29).
- Un nombre nontotient.
- Un nombre intouchable.

## Dans d'autres domaines
Cent-vingt-quatre est aussi :
- Le numéro du colorant alimentaire de synthèse E124 (rouge) appelé rouge cochenille A.
- L'Antonov 124 - 100 est le second plus gros avion du monde en service civil.
- Années historiques : -124, 124.
- Ligne 124 .